# Batalla de Tenango
La batalla de Tenango fue una acción militar de la Guerra de Independencia de México, efectuada en mayo de 1812, a las afueras de la actual localidad de Tenango del Valle, Estado de México. Los insurgentes comandados por el general Ignacio López Rayón lograron derrotar a las fuerzas realistas muy cerca de las casas de la población. 